# Teodor Turček
Teodor Turček (9. listopadu 1898 Nedanovce – 26. ledna 1964 Partizánske) byl československý politik a meziválečný poslanec Národního shromáždění za Autonomistický blok.

## Biografie
Povoláním byl rolník. Podle údajů z roku 1935 bydlel v obci Nedanovce.
V parlamentních volbách v roce 1935 získal mandát v Národním shromáždění za Autonomistický blok, jehož vznik iniciovala Hlinkova slovenská ľudová strana. Poslanecké křeslo si oficiálně podržel do zrušení parlamentu roku 1939. V prosinci 1938 byl zvolen ve volbách do Sněmu Slovenskej krajiny.